# Gammarus
Genre

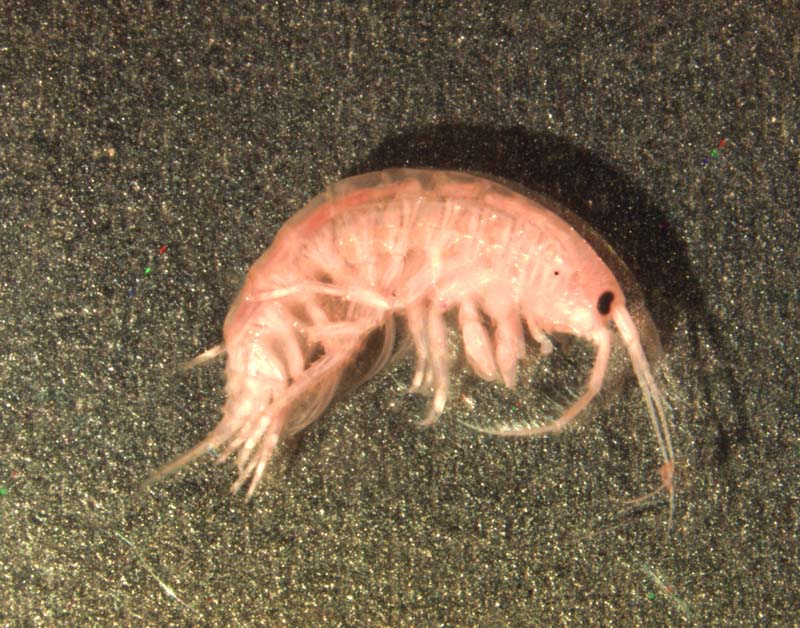
Gammarus sp. (USA)

Gammarus, les Gammares, est un genre de crustacés amphipodes de la famille des Gammaridae. La plupart des espèces de ce genre vivent dans la mer ou dans les estuaires, les autres dans les eaux douces et propres.
Ils sont protégés par un exosquelette de chitine. Leur tête pourvue d'yeux modérément développés est soudée au premier segment thoracique.
Les deux dernières paires des segments abdominaux, bien développées, forment une poche incubatrice chez la femelle.
Ils nagent ou rampent ordinairement sur le flanc.
Ils pullulaient jusque dans les années 1960 dans la plupart des ruisseaux et petites rivières d'Europe, mais sont en forte régression sur une grande partie de leur aire naturelle de répartition. Plusieurs espèces de gammares sont considérées comme vulnérables ou en danger de disparition par la liste rouge de l'UICN.
Ces espèces sont généralement considérées comme de bons bioindicateurs de la qualité de l'eau. Plusieurs espèces peuvent cohabiter dans un même bassin-versant dont les populations seront notamment déterminées par la compétition alimentaire.
Certaines ne vivent (ou ne vivaient) que dans des eaux souterraines (Gammarus acherondytes notamment).
Ce genre comprend des espèces récemment découvertes. Aujourd'hui, il compte environ 85 espèces.

## Liste des espèces
- Gammarus acherondytes (Hubricht et Mackin, 1940)
- Gammarus aequicauda (Martynov, 1931).
- Gammarus aequicaudus
- Gammarus anisocheir
- Gammarus annulatus
- Gammarus aralensis
- Gammarus arduus (Karaman, 1975).
- Gammarus balcanicus (Schäferna, 1922).
- Gammarus bosniacus (Schäferna, 1922).
- Gammarus bousfieldi (Cole et Minckley, 1961)
- Gammarus calcaratus
- Gammarus cancelloides
- Gammarus capreolus
- Gammarus chevreuxi (Sexton, 1913).
- Gammarus cornigera
- Gammarus crassus
- Gammarus crenulatus (Karaman et Pinkster, 1977).
- Gammarus crinicornis (Stock, 1966).
- Gammarus desperatus (Cole, 1981)
- Gammarus daiberi
- Gammarus dentatus
- Gammarus duebeni (Liljeborg, 1852).
- Gammarus duebenii
- Gammarus dulensis (Karaman, 1929).
- Gammarus fasciatus
- Gammarus finmarchicus
- Gammarus fossarum (Koch, 1835).
- Gammarus frater (Karaman et Pinkster, 1977).
- Gammarus goedmakersae (Karaman et Pinkster, 1977).
- Gammarus glaber
- Gammarus goedmakersae
- Gammarus haemobaphes
- Gammarus hyalelloides (ou G. hyalleloides, dont le nom commun anglais est "Diminutive Amphipod")
- Gammarus ibericus (Margalef, 1951).
- Gammarus inaequicauda
- Gammarus insensibilis S(tock, 1966).
- Gammarus italicus (Goedmakers et Pinkster, 1977).
- Gammarus jenneri
- Gammarus kischineffensis (Schellenberg, 1937).
- Gammarus komareki (Schäferna, 1922).
- Gammarus lacustris (Sars, 1863).
- Gammarus laticoxalis [2]
- Gammarus leopoliensis (Jazdzewski et Konopacka, 1989).
- Gammarus locusta (Linnaeus, 1758)
- Gammarus monspeliensis (Pinkster, 1972).
- Gammarus nox (Stock, 1995).
- Gammarus ochridensis (Schäferna, 1926).
- Gammarus pljakici (Karaman, 1964).
- Gammarus pulex (Linnaeus, 1758).
- Gammarus rambouseki (Karaman, 1931).
- Gammarus roeseli (Gervais, 1835).
- Gammarus stojicevici (Karaman, 1929).
- Gammarus syriacus
- Gammarus tigrinus (Sexton, 1939).
- Gammarus uludagi (Karaman, 1975).
- Gammarus varsoviensis (Jazdzewski, 1975).
- Gammarus wautieri (Roux, 1967).
- Gammarus zaddachi (Sexton, 1912).